# Maria Kristina Kiellström
Maria Kristina Kiellström conosciuta come Maja Stina (15 giugno 1744 – 20 gennaio 1798) è stata un'operaia della seta e una presunta cortigiana svedese.
Ha ispirato il poeta e compositore Carl Michael Bellman per creare un personaggio importante nelle sue Epistole di Fredman, una raccolta di canzoni, la prostituta demoniaca o la ninfa rococò Ulla Winblad.

## Biografia

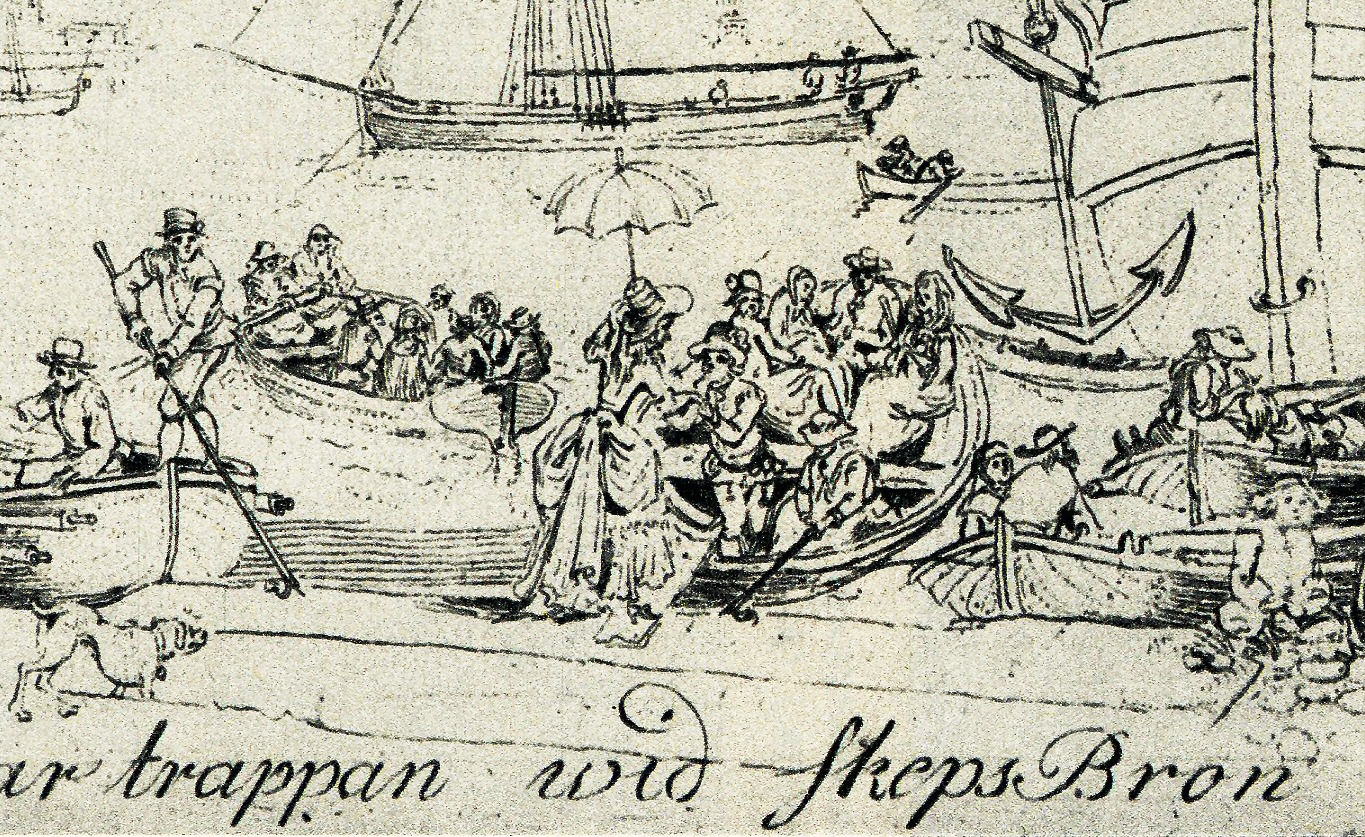
Particolare dell'incisione "I passi su Skeppsbro" raffigurante una scena nel porto di Stoccolma di Elias Martin, 1800. La figura centrale dovrebbe essere la semi-mitica Ulla Winblad di Carl Michael Bellman, basata su Kiellström.

Kiellström è nata in una famiglia povera in quella che allora era la zona povera del Ladugårdslandet a Stoccolma. Sua madre morì quando lei aveva cinque anni. Suo padre, Johan Kiellström, era originariamente nell'artiglieria, ma fu costretto a dimettersi dall'esercito a causa dell'epilessia e si sostenne come spazzino. Suo padre si è risposato con una donna di nome Catharina Elisabeth Winblad, e occasionalmente la maja Stina ha usato il nome della sua matrigna Winblad ("vineleaf").
Dall'età di quattordici anni, Kiellström si è sostenuta. Il suo primo lavoro fu quello di un domestica, ma nel 1763, è elencata come lavoratrice della seta. Durante gli anni 1760, ha conosciuto il compositore e interprete Carl Michael Bellman, e si sa che hanno cenato e ballato l'uno con l'altro. Nel 1765, diede alla luce una figlia che morì dopo otto giorni. Il padre del bambino era il colonnello Wilhelm Schmidt della nobiltà svedese in servizio russo, che promise di sposarla ma la abbandonò e partì per la Russia.
Durante questi anni, fu accusata di essere stata una prostituta. Gli storici, tuttavia, non hanno trovato nulla per confermare questa affermazione. Secondo August Gynther, non è mai stato registrato che abbia mai lavorato in una taverna. In un'occasione fu sospettata dal suo padrone di casa per uno stile di vita immorale, ma fu descritta da altri come una lavoratrice ordinata e rispettosa. È confermato che regolarmente prendeva la comunione in chiesa, qualcosa che probabilmente non avrebbe potuto fare se fosse stata una prostituta. Né fu mai inserita negli spinnali dei Långholmens per la prostituzione. Secondo i documenti storici, è stata arrestata solo una volta, e la ragione non era la prostituzione. Nel 1767 fu arrestata per aver indossato la seta, che era normalmente vietata ai cittadini e ai lavoratori sotto le leggi suntuarie del tempo. Fu dimessa dopo aver provato che era una lavoratrice della seta e quindi aveva il diritto di indossare la seta pur essendo una persona comune.
Nel 1772 sposò Eric Nordström, un amico d'infanzia di Bellman, che fu aiutato da Bellman in una posizione presso la dogana di Norrköping. Una figura di nome Nordström appare nelle epistole di Fredman. Lo stesso Bellman aveva un lavoro sinecure nel servizio doganale. Il matrimonio fu infelice poiché Nordström la trattava male. Diventò vedova nel 1781, quando tornò a Stoccolma, e nel 1786, a metà degli anni quaranta, sposò Erik Lindståhl, un uomo di undici anni più giovane di lei. A quel tempo era descritta come una bellezza molto ben conservata.

## Ulla Winblad

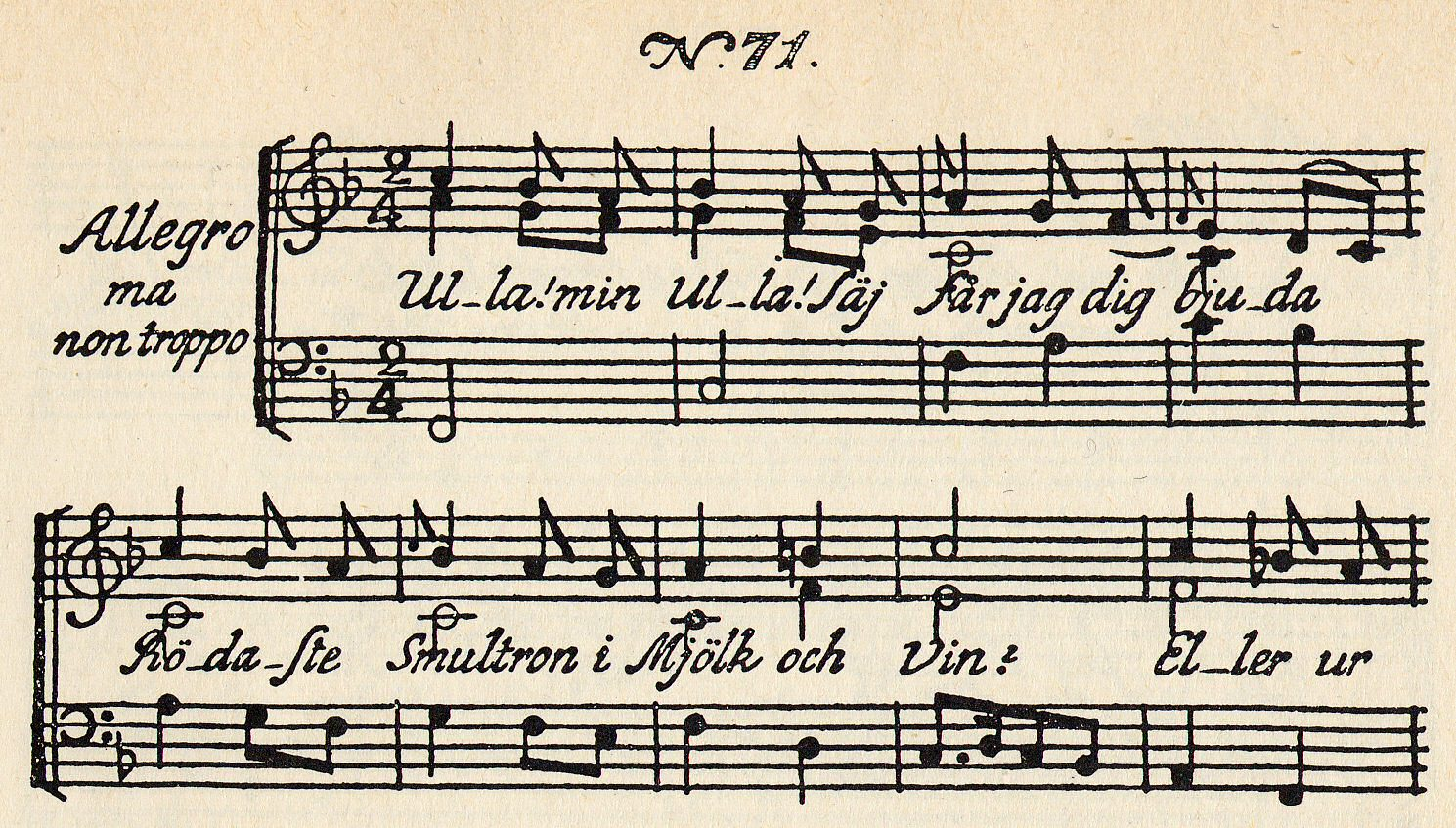
Spartito iniziale dell'epistola n° 71.

Kiellström ha ispirato Carl Michael Bellman a creare il suo personaggio, la prostituta "Bar-Nymph", demimonde, e la cortigiana Ulla Winblad ("Ulla Vine-leaf") che appare in molte delle canzoni nelle epistole di Fredman. L'epistola popolare n. 71 inizia:
rödaste smultron i mjölk och vin,...

Ulla, mia Ulla, dimmi che posso offrirti?

le fragole più rosse nel latte e nel vino,...»
Si dice che sia Kiellström che suo marito si sentissero perseguitati dal ritratto di Bellman su di lei, e fu esposta a molte umiliazioni a causa delle sue canzoni che coinvolgono il suo alter ego. In effetti, un'altra donna che aveva semplicemente il nome di battesimo "Ulla" trovò la pubblicità del suo giornale di Stoccolma inefficace nel 1790, quando il suo infelice pretendente rispose: "Come puoi aspettarti che ti sposi quando hai un tale nome?".

### Fonti
- Bellman.net om Ulla Winblad och Maija-Stina Kiellström
- Britten Austin, Paul. The Life and Songs of Carl Michael Bellman: Genius of the Swedish Rococo. Allhem, Malmö American-Scandinavian Foundation, New York, 1967. ISBN 978-3-932759-00-0
- Artikel i Dagens Nyheter, 070726.
- Matz, Edvard. Carl Michael Bellman – Nymfer och friskt kalas. Historiska Media, Lund, 2004. ISBN 91-89442-97-0